# Europese kampioenschappen schaatsen afstanden 2020 - 1000 meter vrouwen
De Europese kampioenschappen schaatsen 2020 - 1000 meter vrouwen werd gehouden op zondag 12 januari 2020 in ijsstadion Thialf in Heerenveen.
Titelverdedigster was Jekaterina Sjichova die de titel pakte tijdens de Europese kampioenschappen schaatsen 2018, ze moest nu genoegen nemen met brons en werd opgevolgd door Jutta Leerdam.

## Uitslag
| #      | Schaatser              | Land | Tijd    |
| ------ | ---------------------- | ---- | ------- |
| Goud   | Jutta Leerdam          | NED  | 1.13,67 |
| Zilver | Daria Katsjanova       | RUS  | 1.13,90 |
| Brons  | Jekaterina Sjichova    | RUS  | 1.14,48 |
| 4      | Letitia de Jong        | NED  | 1.14,64 |
| 5      | Ireen Wüst             | NED  | 1.14,81 |
| 6      | Olga Fatkulina         | RUS  | 1.15,20 |
| 7      | Vanessa Herzog         | AUT  | 1.15,32 |
| 8      | Kaja Ziomek            | POL  | 1.16,53 |
| 9      | Nikola Zdráhalová      | CZE  | 1.16.57 |
| 10     | Natalia Czerwonka      | POL  | 1.16,70 |
| 11     | Ida Njåtun             | NOR  | 1.16,92 |
| 12     | Hege Bøkko             | NOR  | 1.17,71 |
| 13     | Anna Nifontova         | BLR  | 1.18,31 |
| 14     | Ellia Smeding          | GBR  | 1.18,50 |
| 15     | Lea-Sophie Scholz      | GER  | 1.19,24 |
| 15     | Andżelika Wójcik       | POL  | 1.19,24 |
| 17     | Stien Vanhoutte        | BEL  | 1.19,43 |
| 18     | Julie Nistad Samsonsen | NOR  | 1.19,74 |
| 19     | Mihaela Hogaș          | ROU  | 1.20,26 |
| 20     | Jevgenia Vorobjova     | BLR  | DNF     |